# Ceratosolen feae
Ceratosolen feae är en stekelart som beskrevs av Grandi 1916. Ceratosolen feae ingår i släktet Ceratosolen och familjen fikonsteklar. Inga underarter finns listade i Catalogue of Life.